# Thập niên 270 TCN
Thập niên 270 TCN hay thập kỷ 270 TCN chỉ đến những năm từ 270 TCN đến 279 TCN.